# Arbeidsomstandighedenbesluit
Het Arbeidsomstandighedenbesluit (of kortweg Arbobesluit) maakt deel uit van de Nederlandse arbeidsomstandighedenwetgeving. In het Arbobesluit staan concrete regels, ingedeeld naar onderwerp. De voorschriften zijn algemeen geformuleerd. Zij geven aan welk resultaat het arbobeleid moet hebben, maar leggen niet dwingend op hoe dat resultaat bereikt moet worden. 
Het Arbobesluit geldt voor de overheid, het bedrijfsleven en alle werknemers. Er zijn aparte regels voor onderwijs, overheid, vervoer, justitiële rijksinrichtingen, defensie, jeugdigen, zwangeren en thuiswerkers. 
In het Arbobesluit zijn regels neergelegd over bijvoorbeeld arbozorg, organisatie van het werk, inrichting van arbeidsplaatsen, gevaarlijke stoffen en persoonlijke beschermingsmiddelen.